# Oxystethus harmandi
Oxystethus harmandi är en insektsart som beskrevs av Brongniart 1897. Oxystethus harmandi ingår i släktet Oxystethus och familjen vårtbitare. Inga underarter finns listade i Catalogue of Life.